# Cissa (gênero)
Cissa é um gênero de ave da família Corvidae que ocorre na Ásia. O gênero é geralmente considerado aparentado ao Urocissa.